# Regia forza missilistica strategica saudita
La Regia forza missilistica strategica saudita (in arabo: قوة الصواريخ الإستراتيجية الـملكية الـسعودية) è la quinta forza armata saudita, responsabile per la messa a punto di missili balistici intercontinentali.
Essa collabora strettamente con la Regia forza di difesa aerea, responsabile dei sistemi di difesa radar. Nel luglio del 2013, il principe Khalid bin Sultan Al Sa'ud ha inaugurato la nuova sede e l'accademia di questa forza armata. In precedenza aveva sede in una struttura di comando sotterranea a Riad.

## L'Arabia Saudita e le armi di distruzione di massa
Il ruolo della Regia forza missilistica strategica è cresciuto rapidamente quando l'Arabia Saudita e altri Stati arabi del Golfo Persico annunciarono nel 2009 un'iniziativa per ottenere armi nucleari come contromisura al programma nucleare iraniano. Re Abd Allah dell'Arabia Saudita e il principe Turki bin Faysal Al Sa'ud, già capo dell'Intelligence saudita e già ambasciatore a Washington dichiararono l'intenzione degli Stati del Golfo di acquistare le proprie armi nucleari.

Alcuni esperti ipotizzarono - tenendo conto del contributo finanziario dell'Arabia Saudita al programma nucleare del Pakistan - che l'Arabia Saudita potesse ricevere o avesse già ricevuto armi nucleari dal Pakistan. Un rapporto dalla BBC afferma che un programma di acquisto simile esisteva già dal 2003.

## Basi
In totale la Regia forza missilistica strategica opera su quattro (o probabilmente cinque) basi:
- la prima è una base sotterranea per missili balistici identificata con il numero 544 e che è stata costruita nel 2008 - la base missilistica balistica Al-Watah (scoperto con l'aiuto di immagini satellitari)[11] - nella parte centrale rocciosa del paese a circa 200 km a sud ovest della capitale Riad. La base ha un perimetro di sicurezza con un posto di blocco sulla strada principale, un'ampia area di stoccaggio e strutture sotterranee. Esso comprende anche edifici amministrativi, due rampe di lancio, una torre di comunicazione e sette ingressi che conducono alle strutture sotterranee. I depositi dei lanciatori si trovano in una gola.
- un'altra base parzialmente sotterranea è situata a Rawdah (Raniyya) a 550 km a sud-ovest dalla capitale e 23 km a sud della città di Ranyah ed è identificata con il numero 533.[10] Un tunnel attraverso la cresta rocciosa porta alle due entrate. Custodisci vecchi missili cinesi DF-3A utilizzati probabilmente per l'addestramento.

Due basi più vecchie hanno caratteristiche simili, suggerendo che esse condividono lo stesso ruolo. Ogni complesso dispone di due presidi missilistici (una è al nord e l'altro al sud del paese) con un altro settore che contiene le abitazioni del personale e gli edifici di manutenzione e amministrativi. I presidi stessi si trovano a breve distanza all'interno di un complesso protetto. I complessi amministrativi e di supporto sono al di fuori del perimetro di sicurezza:
- la base missilistica Al Sulayyil (nota come Wadi Ad-Dawasir), identificata con il numero 522, è la più vecchia base missilistica essendo in funzione dal 1988.[12][13] La base Al Sulayyil è stata costruita dai cinesi e si trova a circa 450 km a sud ovest della capitale;
- la basa Al Jufayr (Al Hariq), identificata con il numero 511, si trova a circa a 70-90 km a sud di Riad.[10] Fino al 2014 le foto su Google Maps erano sfocate. Oggi si può vedere una torre di comunicazione sulla collina vicino alla strada. Nelle vicinanze si possono vedere le postazioni di lancio.

Un'ultima base la cui esistenza non è confermata è la Ash Shamli, identificata con il numero 566 e che si trova probabilmente nel deserto approssimativamente 750 km a nord-ovest della capitale saudita.

## Sistemi di lancio
| Modello | Immagine | Origine | Quantità | Dettagli |
| ------- | -------- | ------- | -------- | --- |
| DF-3    |          | Cina    |          | L'arma principale della Regia forza missilistica strategica sono i DF-3 di fabbricazione cinese che portano una testata convenzionale altamente esplosiva di 2150 kg ed è una variante del missile balistico a raggio intermedio DongFeng 3A. Questi missili hanno una portata massima di 4000 km e vennero consegnati a seguito di un ordine fatto dall'Arabia Saudita nel 1987. Circa 30 - 120 missili e 9 - 12 lanciatori trasportabili furono consegnati l'anno successivo. Non sono note alcune prove di lancio. L'Arabia Saudita li mostrò pubblicamente per la prima volta solo nel 2014. |
| DF-21   |          | Cina    |          | Nel 2013, i media diffusero la notizia che in futuro la Regia forza missilistica strategica avrebbe preso in considerazione l'acquisto di missili balistici a tecnologia avanzata DF-21 dalla Cina. Nel gennaio del 2014, Newsweek rivelò che l'Arabia Saudita aveva segretamente acquistato un certo numero di missili balistici a raggio intermedio DF-21 nel 2007. La rivista affermò anche che la CIA aveva permesso l'accordo solo dopo che i missili furono modificati per non essere in grado di trasportare armi nucleari. Il DF-3 ha una lunga autonomia ed essendo stato progettato per trasportare un carico nucleare ha una scarsa precisione (300 metri di probabilità di errore circolare) se utilizzati con una testata convenzionale. Sarebbe utile solo contro i grandi obiettivi come città e basi militari. Questo li ha resi inutili durante la Guerra del Golfo per rappresaglie contro i missili iracheni SS-1 Scud. Questi missili avrebbero causato perdite di massa di civili e non sarebbero stati efficaci come gli attacchi aerei della coalizione. Dopo la guerra, i sauditi e la CIA lavorarono insieme per consentire di nascosto l'acquisto dei DF-21 cinesi. Il DF-21 è alimentato da combustibile solido a differenza del DF-3 che è alimentato da propellente liquido. Ciò comporta un minor tempo per preparare il lancio. Questi missili hanno da progetto una probabilità di errore circolare di 30 m permettendo così di attaccare obiettivi specifici come basi o palazzi. I sauditi non sono noti per possedere lanciatori mobili ma possono utilizzare circa dodici lanciatori originariamente acquistati con i DF-3. Il numero di missili DF-21 acquistati è sconosciuto. Newsweek ipotizza che i dettagli della transazione non vengono resi pubblici in parte come deterrente contro l'Iran. |